# Hermanitos del fin del mundo
Hermanitos del fin del mundo es una película argentina para toda la familia, estrenada el 14 de julio de 2011, dirigida por Julio Midú y protagonizada por Diego Topa, Muni Seligmann y Norma Pons. El guion fue escrito por Julio Midú con colaboración de Pablo Junco. 

## Sinopsis
Pato (Diego Topa) un profesor de música, cariñoso y capaz pero temeroso e inseguro de sí mismo, Pirucha (Muni Seligmann) una cocinera, optimista y torpe, ambos trabajan en el un Hogar de huérfanos en Ushuaia. En el hogar todo era felicidad y tranquilidad, hasta que un día aparece Malva Dalton (Norma Pons), una mujer millonaria, la cual intenta destruir el orfanato y dejar a los niños del hogar en la calle,Pato y Pirucha, con la ayuda de la Pandilla Del Sol y de los otros trabajadores del hogar (Elizabeth Killian y Mimí Ardú), intentaran salvar el hogar de la malvada Malva Dalton.

## Reparto
Intervinieron en el filme los siguientes intérpretes:
- Diego Topa ... Pato
- Muni Seligmann ... Pirucha
- Norma Pons ... Malva Dalton
- Elizabeth Killian ... Directora del hogar
- Gabriel Corrado ... Sergio PiedraBuena
- Fabio Aste ... Pascual
- Mimí Ardú ... Profesora Perkins
- Tony Amallo ... Hércules
- Oscar Alegre ... Choinquite
- Florencia Midú ... Sol
- Facundo Estevéz ... Teo
- Margarita Velilla ... Colo
- Esteban Masturini ... Maxi
- Julieta Poggio ... Mica
- Rodrigo Velilla ... Migue
- Joaquin Foong Quintanilla ... Pancho
- Iara Muñoz ... Lucre
- Franco Gil ... Willy
- Francisco Midú ... Tomy
- Federico Midú ... Lucas
- Carola Arbós ... Nina
- Cindy Dessal ... Lara
- Ellen Wolf ... Institutriz

## Música
La película cuenta con su propia banda sonora. Las canciones fueron interpretadas por Diego Topa, Muni Seligmann  y por La Pandilla Del Sol.
En el 2011 sale a la venta el CD con las canciones de la película.

### Lista de canciones
| #  | Título                                                       | Tiempo |  |
| -- | ------------------------------------------------------------ | ------ |  |
| 1. | «Sueña» (Diego Topa)                                         | 2:00   |  |
| 2. | «Hay algo de ti » (Muni Seligmann)                           | 2:36   |  |
| 3. | «Quiero decirte» (Pandilla del sol)                          | 2:57   |  |
| 4. | «Uno en el otro» (Diego Topa)                                | 2:35   |  |
| 5. | «Que ricos son los frutos» (Muni Seligmann)                  | 2:30   |  |
| 6. | «Hermanitos del fin del mundo» (Diego Topa y Muni Seligmann) | 2:46   |  |
| 7. | «Vamos a hacer una fiesta» (Diego Topa)                      | 1:30   |  |

## Comentarios
Natalia Trzenko escribió en La Nación:

” tiene una historia que oscila entre la crueldad de los relatos decimonónicos y el estilo visual de un videoclip de los personajes años 80. En el marco de los espectaculares paisajes del Sur –que de todos modos la fotografía no aprovecha del todo, repitiendo escenarios…Muy lejos de sus encantadores y didácticos televisivos, Topa y Muni cantan y bailan como en la pantalla chica, pero sus actuaciones en formato cinematográfico no convencen. De hecho, todo el desarrollo del filme tiene algo de tira televisiva cuyos conflictos se resuelven con menos coherencia que urgencia… un guion que se apoya en un sinfín de estereotipos pasados de moda.”